# Tjavelkjauratj
Tjavelkjauratj är en sjö i Arjeplogs kommun i Lappland och ingår i Piteälvens huvudavrinningsområde. Sjön har en area på 0,207 kvadratkilometer och ligger 613 meter över havet. Tjavelkjauratj ligger i Udtja Natura 2000-område. Sjön avvattnas av vattendraget Sjkanjkajåkåtj.

## Delavrinningsområde
Tjavelkjauratj ingår i det delavrinningsområde (737627-162545) som SMHI kallar för Inloppet i Sjkanjkajaure. Medelhöjden är 624 meter över havet och ytan är 9,2 kvadratkilometer. Det finns inga avrinningsområden uppströms utan avrinningsområdet är högsta punkten. Sjkanjkajåkåtj som avvattnar avrinningsområdet har biflödesordning 2, vilket innebär att vattnet flödar genom totalt 2 vattendrag innan det når havet efter 211 kilometer. Avrinningsområdet består mestadels av skog (66 procent) och sankmarker (23 procent). Avrinningsområdet har 0,37 kvadratkilometer vattenytor vilket ger det en sjöprocent på 4,1 procent.